# Авадзи (провинция)

Карта исторических областей Японии — выделена область Авадзи

Авадзи (яп. 淡路国 Авадзи но куни) или Тансю (яп. 淡州) — историческая область Японии на острове Авадзи между островами Хонсю и Сикоку, которая относилась к региону Нанкайдо. Провинция находилась на территории современной префектуры Хёго.

## История
Хроника «Кодзики» (712) утверждает, что остров Авадзи был сотворён первым из всех островов Японского архипелага. Возможно, это связано с тем, что именно на Авадзи зародился культ Идзанаги — божества, сотворившего со своей супругой Идзанами, согласно легенде, Японские острова.
Провинция была образована в VII веке. В древности название области записывалось иероглифами 淡道. Название означает «путь в Ава» (остров служил промежуточным звеном при переправе в провинцию Ава на острове Сикоку). Древняя столица провинции предположительно находилась недалеко от города Минамиавадзи, однако достоверные археологические доказательства пока не найдены.
Остров Авадзи часто служил местом политической ссылки. Так, например, император Дзюннин после отречения провёл остаток жизни на Авадзи.
В эпоху Эдо областью управлял клан Хатисука из города Токусима в области Ава.
Когда в Японии были введены префектуры, из-за политических разногласий между Токусима и Авадзи жители Авадзи предпочли относиться к префектуре Хёго, а не к префектуре Токусима.

## Уезды
- Михара (южная часть острова)
- Цуна (северная часть острова)